# Terremoto de Sirch de 1981
El terremoto de Sirch de 1981 ocurrió a las 20:52 hora local del 28 de julio de 1981. Tuvo una magnitud de 7,1 en la escala de magnitud de onda superficial y una intensidad máxima percibida de IX en la escala de intensidad de Mercalli. El epicentro se produjo en la provincia de Kermán, en el este de Irán. El terremoto provocó la destrucción de Kermán y graves daños a ciudades y pueblos de los alrededores. El número estimado de muertes es de 1.500, además de 1.000 heridos, 50.000 personas sin hogar y grandes daños en la región de Kermán.
Este es el mayor suceso en la provincia de Kermán desde el terremoto de Golbaf de 1981 que mató a 3.000 personas. El terremoto de Bam de 2003 fue el terremoto más importante en la provincia de Kermán.